# Caroline Kennedy
Caroline Kennedy, född Caroline Bouvier Kennedy den 27 november 1957 i New York i New York, är en amerikansk politiker och diplomat som tjänstgör sedan 2022 som USA:s ambassadör i Australien. Hon var USA:s ambassadör i Japan 12 november 2013–18 januari 2017.
Hon är medlem av Kennedyklanen och är det enda levande barnet till president John F. Kennedy och Jacqueline Bouvier Kennedy och hon är syster till John F. Kennedy Jr.

## Biografi
Under faderns presidentskap var hon liten flicka och hon och hennes bror John Jr. var ständigt i rampljuset – de betraktades närmast som ”kungabarn” av amerikanska medier.
Efter mordet på John F. Kennedy 1963 bosatte sig familjen på Manhattan. Caroline tog studenten vid Radcliffe College. Därefter studerade hon vid Harvard University, där hon tog examen 1979. Hon intresserade sig även för fotojournalistik och praktiserade på New York Daily News och skrev för Rolling Stone.
Efter sin collegeexamen fick hon arbete vid New Yorks Metropolitan Museum of Art, där hon träffade kulturhistorikern Edwin Schlossberg, som hon den 20 juli 1986 gifte sig med. Hon tog sedan juristexamen 1988 vid Columbia Law School. Carolines yrkesliv spänner över såväl juridik och politik som utbildningsfrågor och välgörenhetsarbete. Numera agerar hon som företrädare för Kennedyklanen och som författare till flera fackböcker, främst inom juridik.
I januari 2008 uttalade hon sitt stöd för Barack Obama i presidentvalskampanjen och i juni samma år valdes hon in i hans Vice Presidential Search Committee, med uppgift att hitta en lämplig vicepresidentkandidat. I december 2008 meddelade Caroline Kennedy att hon gärna ville bli utsedd av guvernören för delstaten New York att ta den lediga senatsplatsen som Hillary Clinton lämnade för att tillträda som utrikesminister i Barack Obamas regering. I januari 2009 meddelade Caroline Kennedy emellertid att hon avsade sig platsen av familjeskäl.
Hon är mycket kulturellt intresserad och är ordförande i styrelsen för American Ballet Theater och även ordförande för Kennedy Library Foundation. Hon har också engagerat sig i att samla in privata donationer till New Yorks allmänna skolor. 1989 instiftade hon tillsammans med andra medlemmar i Kennedyfamiljen priset Profile in Courage Award, som delas ut årligen.
Hon och hennes man har tre barn: Rose (född 1988), Tatiana (född 1990) och John (född 1993).